# Площадь Суворова (Севастополь)
Площадь Суворова — площадь в Ленинском районе Севастополя, в центральной части города. Делит улицу Ленина на две неравные части: короткую — до площади Ушакова и длинную — до площади Нахимова. Названа в честь российского полководца, генералиссимуса Александра Суворова.

бюст Суворова

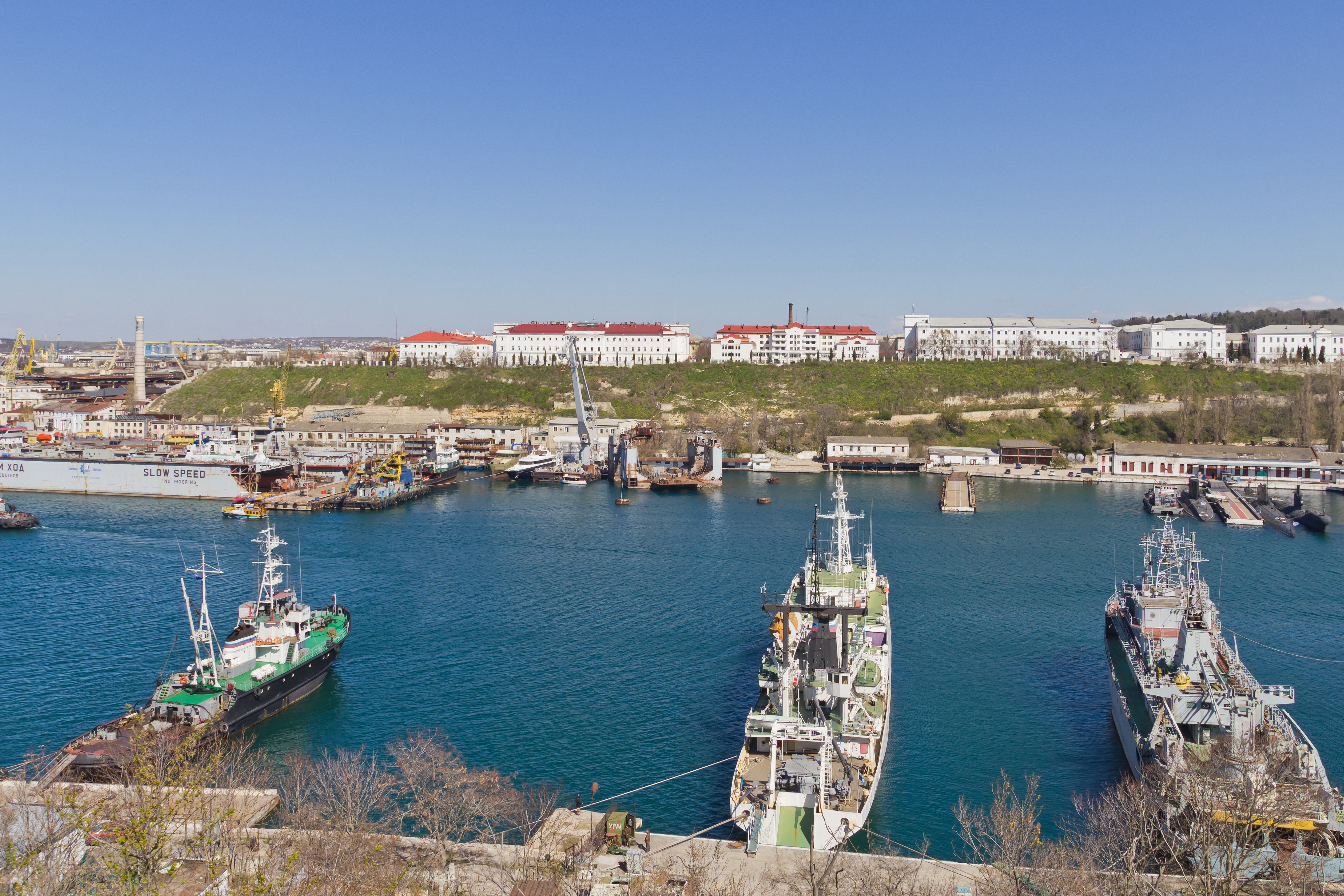
Вид с площади Суворова на Южную бухту

В нынешнем виде площадь сформировалась в 1983 году, когда перед празднованием 200-летия Севастополя была проведена её перепланировка. К этому времени площадь носила имя А. С. Пушкина, а в её центре находился бюст поэта, стоящего на постаменте посреди большой круглой клумбы. Накануне юбилея Севастополя площадь решили переименовать в честь одного из основателей города, а памятник поэту перенесли на мыс Фиолент, где А. С. Пушкин побывал в 1820 году. На переименованной площади у лестницы, ведущей на Центральный холм, установили бюст А. В. Суворова по проекту скульпторов В. С. Гордеева и В. В. Рябкова. Ниже находятся лестницы, ведущие на холм от площади Суворова. Они были построены в 1961 году (архитекторы  К. Бутова и Е. Веникеев). Вдоль подъема создан сквер с террасами. За памятником Суворову также находятся зеленые ворота, наполовину скрытые плющом. Это вход в туннель, который был сооружен перед Великой Отечественной войной для того, чтобы пустить трамвай под Городским холмом и спрямить путь на Корабельную сторону. До войны по нему можно было пройти пешком и попасть на улицу Большую Морскую. После войны этот тоннель был переоборудован в противоатомное бомбоубежище.